# 야나 흐라바초바

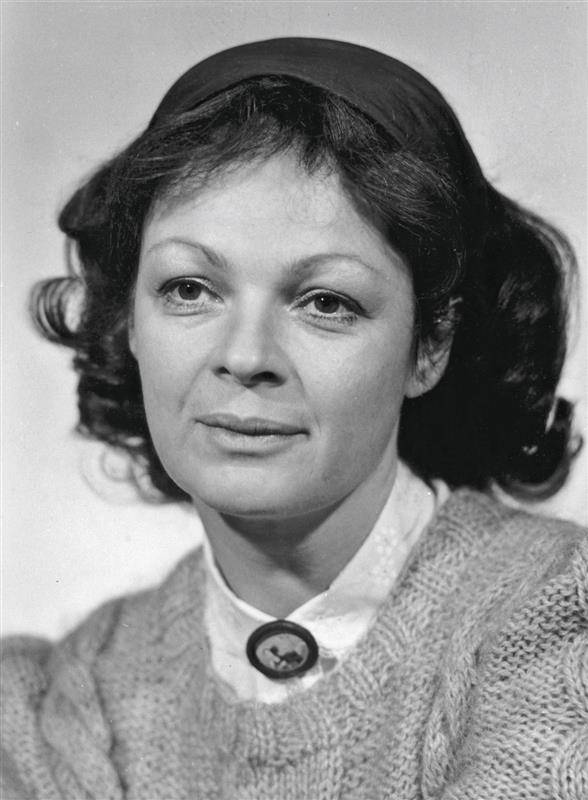

야나 흐라바코바(체코어: Jana Hlaváčová, 1938년 3월 26일~2024년 1월 13일)는 체코의 배우, 정치인, 교육자이다.
프라하에서 태어났다.

## 영화
- 비져블 월드(2011년)
- 시인들은 절대 희망을 잃지 않는다(2004년)
- 춤의 제왕(1995년)
- 청춘백서(1987년)
- 요술쟁이 판타우(1970년)